# Zapoteken
Die Zapoteken oder Zapoteca gehören zur Urbevölkerung Mexikos und bewohnen den mexikanischen Bundesstaat Oaxaca im Süden Mexikos. Sie sprechen Zapotekisch und nannten sich selbst Be'ena'a zaa oder Peni zaa (= „Wolkenvolk“); die in späterer Zeit  dominierenden Azteken bezeichneten jedoch die konkurrierenden und westlich des Gebiets der Zapoteken beheimateten Mixteken als Mixtecapan („Leute aus dem Wolkenland“) oder Mixtecatl („Wolkenvolk“).

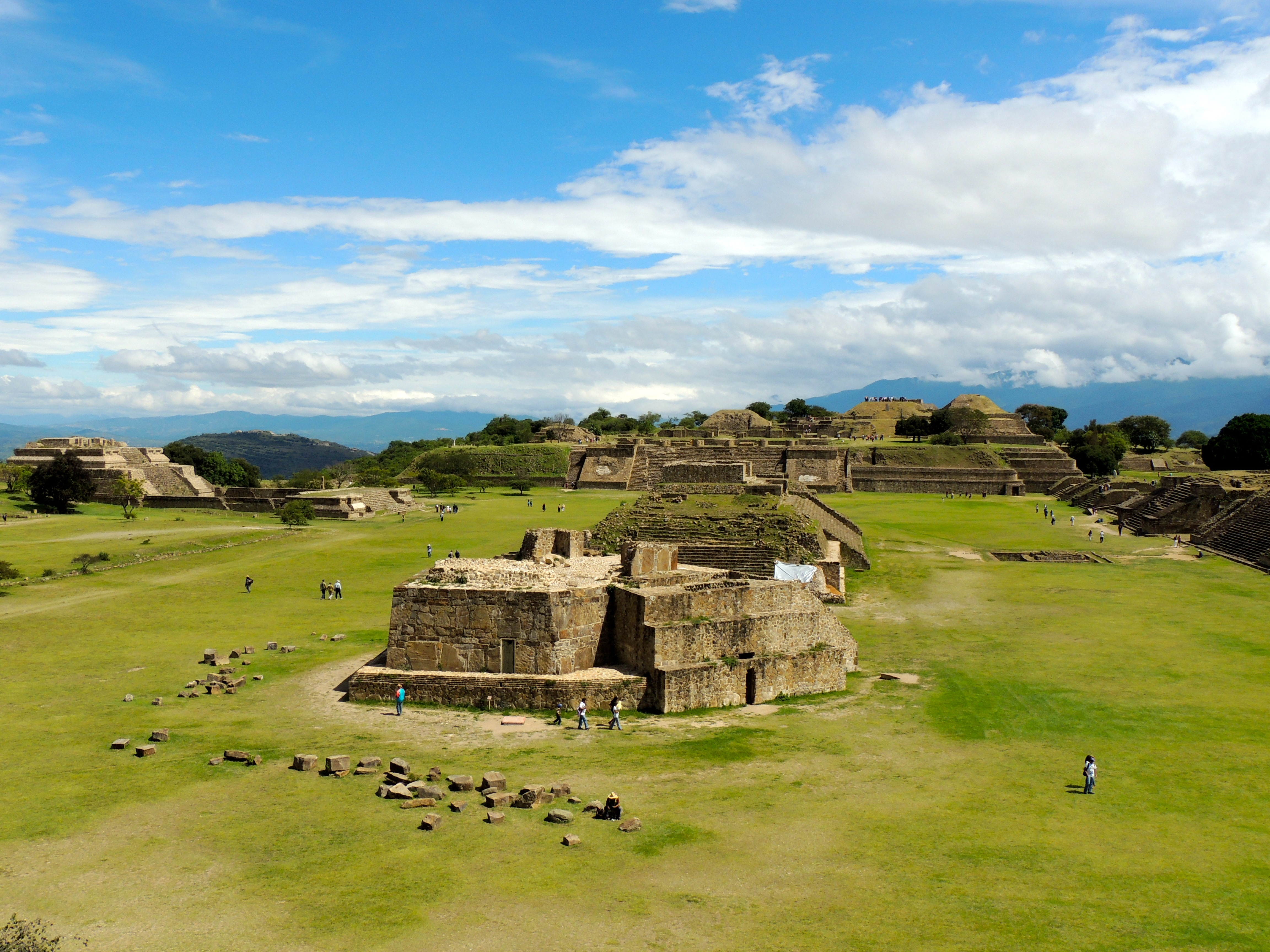
Monte Albán

Der Name Zapoteca leitet sich aus der Aztekensprache, dem Nahuatl her. Diese bezeichneten die Zapoteca als  Tzapotēcah (Singular: Tzapotēcatl = Bewohner des Ortes, wo Sapote wächst).

## Geschichte
In vorkolonialer Zeit waren die Zapoteken Träger einer hochentwickelten Kultur im Süden Mexikos (im heutigen Bundesstaat Oaxaca). Erste Siedlungsspuren lassen sich um 1500 v. Chr. nachweisen. Das Zentrum ihrer kulturellen Entwicklung war Monte Albán. Schon in der ersten Entwicklungsphase von Monte Albán tauchen Schrift- und Zahlzeichen auf. In der Reliefkunst und in der Keramik sind olmekische Einflüsse ablesbar. Es finden sich zahlreiche Stelen mit Bildnissen verrenkter menschlicher Figuren, die sogenannten danzantes (=  „Tanzenden“); viele Stelen werden als Darstellungen von Opferzeremonien angesehen.

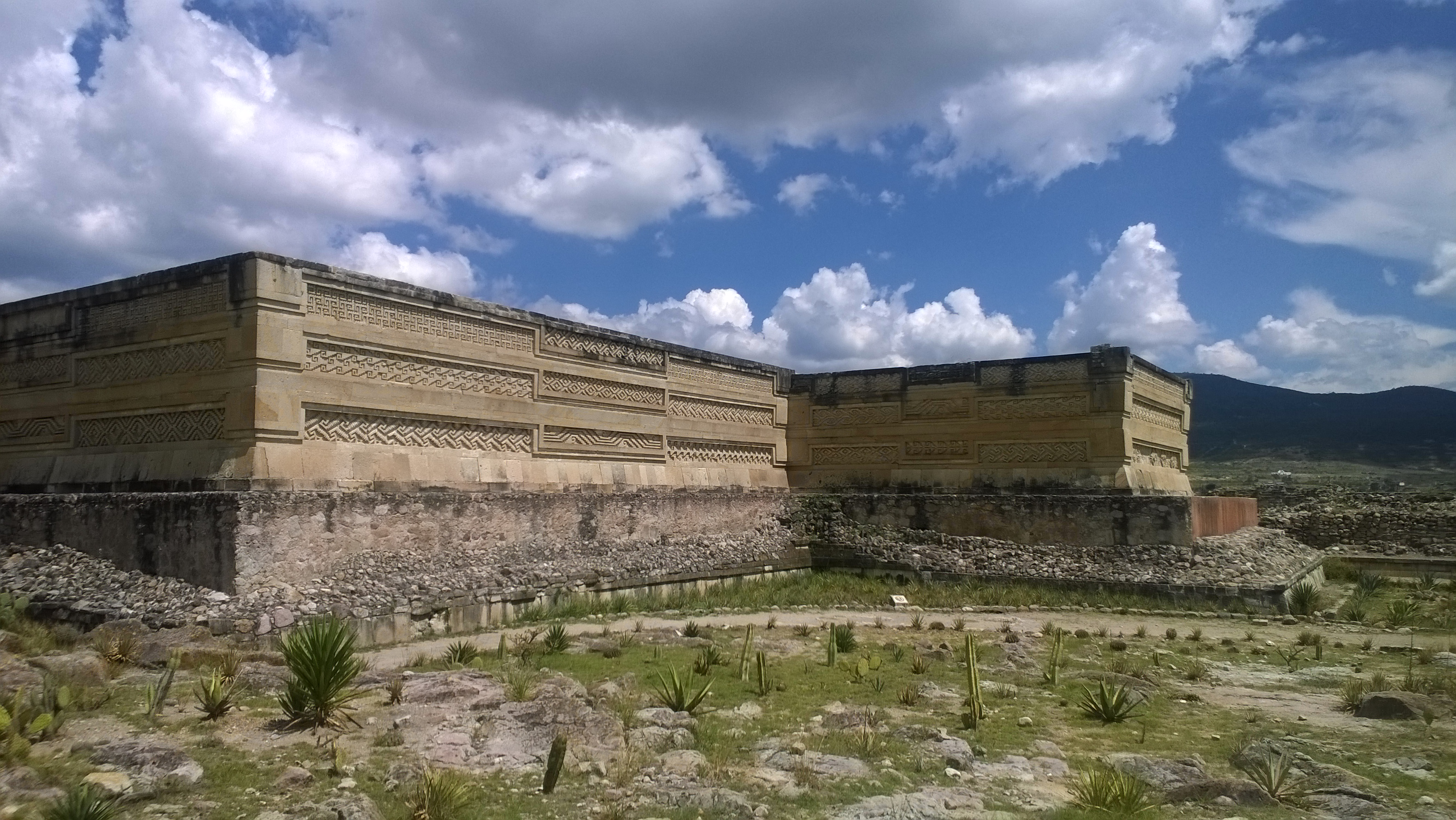
Palast mit Mosaiken in Mitla

In der Blütezeit der zapotekischen Kultur (ca. 300 bis 900, Monte Alban III) wurden Anregungen aus Teotihuacán aufgenommen und eigenständig weiterentwickelt. In der Keramik fertigten die Zapoteken meisterhafte Figurengefäße (Bildurnen), die als Opferbehältnisse verwendet wurden. Weiterhin hatten sie eine hohe Kunstfertigkeit in der Verarbeitung von Metall, Stein und Federn erlangt. In Grabkammern haben sich farbige Wandmalereien erhalten.
In der nachklassischen Periode (10.–15. Jahrhundert) lebten die Zapoteken in ständiger Auseinandersetzung mit den Mixteken, die Teile ihres Siedlungsgebietes unter ihre Kontrolle gebracht hatten. Vor der spanischen Eroberung befand sich der Sitz des Zapotekenherrschers in Zaachila, während Mitla als Kultzentrum und Residenz des Hohepriesters von Bedeutung war.
Der wohl bedeutendste Zapoteke ist Benito Juárez, der ehemalige Präsident der Republik Mexiko, der in den 1860er Jahren den Abwehrkampf gegen die Franzosen unter Napoléon III. und gegen den Habsburger Maximilian I. – den Frankreich durch unwahre Aussagen überredet hatte, den Mexikanischen Thron zu besteigen – führte und erfolgreich beendete.

## Gegenwart
Nach einer Schätzung von 1997 leben ungefähr 785.000 Zapoteken in Mexiko. Ihre Sprache, das Zapotekische oder Diidzaj, die in ihren sieben idiomatischen Varianten auch heute noch am Isthmus von Tehuantepec und im Bundesstaat Oaxaca gesprochen wird, gehört zusammen mit der Sprache der benachbarten Mixteken der Otomangue-Sprachfamilie an.